# Lej Wielki
Lej Wielki - twór geologiczny przyrody w południowo-zachodniej Polsce w Sudetach Wschodnich, w Masywie Śnieżnika.
Lej Wielki, położony jest w Sudetach Wschodnich, na terenie Śnieżnickiego Parku Krajobrazowego w środkowo-wschodniej części Masywu Śnieżnika, około 1,2 km, na północny wschód od Śnieżnika. Po północnej stronie Czarnego Grzbietu. 
Słabo wykształcona nisza niwalna w gnejsowych skałach Masywu Śnieżnika, w kształcie leja, wcinająca się we wschodnie zbocze Śnieżnika, zw. "Czarci Gon" lub "Diabli Zjazd". Lej stanowi naturalne obniżenie stoku, powstałe w okresie ostatniego zlodowacenia i wyrzeźbione przez schodzące w zimie lawiny. W ostatnim okresie nie wystąpiły w tym rejonie lawiny.
Stoki leja porośnięte są wysokimi trawami i rzadkim dolnoreglowym lasem świerkowym z domieszką buka, jodły, sosny. Las w latach 80. XX w. podczas klęski ekologicznej został częściowo zniszczony. Lejem płynie bezimienny lewy dopływ rzeki Kamienicy, którego źródła położone są na wschodnim zboczu Śnieżnika zwanym Czarci Gon.